# 일본의 내무대신
일본의 내무대신(일본어: 内務大臣, ないむだいじん 나이무다이진[*], 영어: Minister of Home Affairs)은 일본 내 경찰·치안·위생·지방자치 등을 관장하던 내무성을 지휘·감독하는 대신이었다. "내상"(일본어: 内相 나이쇼[*])이라고 줄여 부르기도 했다. 내무성 설치 당시의 소관은 더욱 넓었는데, 대장·사법·문부성의 일을 제외한 내정의 대부분을 내무대신과 내무성이 관할했다.
내각 제도가 성립될 때까지 내무경(일본어: 内務卿 나이무쿄[*], 영어: Lords of Home Affairs)이라는 명칭을 쓰던 시기에는 수상으로서의 기능도 도맡고 있었으나, 내각이 성립된 후 제2차 세계 대전 이후의 정치 제도 개혁까지 내각 안에서는 내각총리대신에 버금가는 부수상격에 위치해 있었다. 다만 1930년대 후반에 만들어진 5상 회의에는 내무대신이 참여하지 않았으며, 총리대신('수상')·외무대신·대장대신·육군대신·해군대신만이 참여했다.
한편 내대신(일본어: 内大臣)은 황실과 관련된 일을 감독하는 내대신부의 관리로 내무대신과는 관계가 없다.

## 역대 내무경

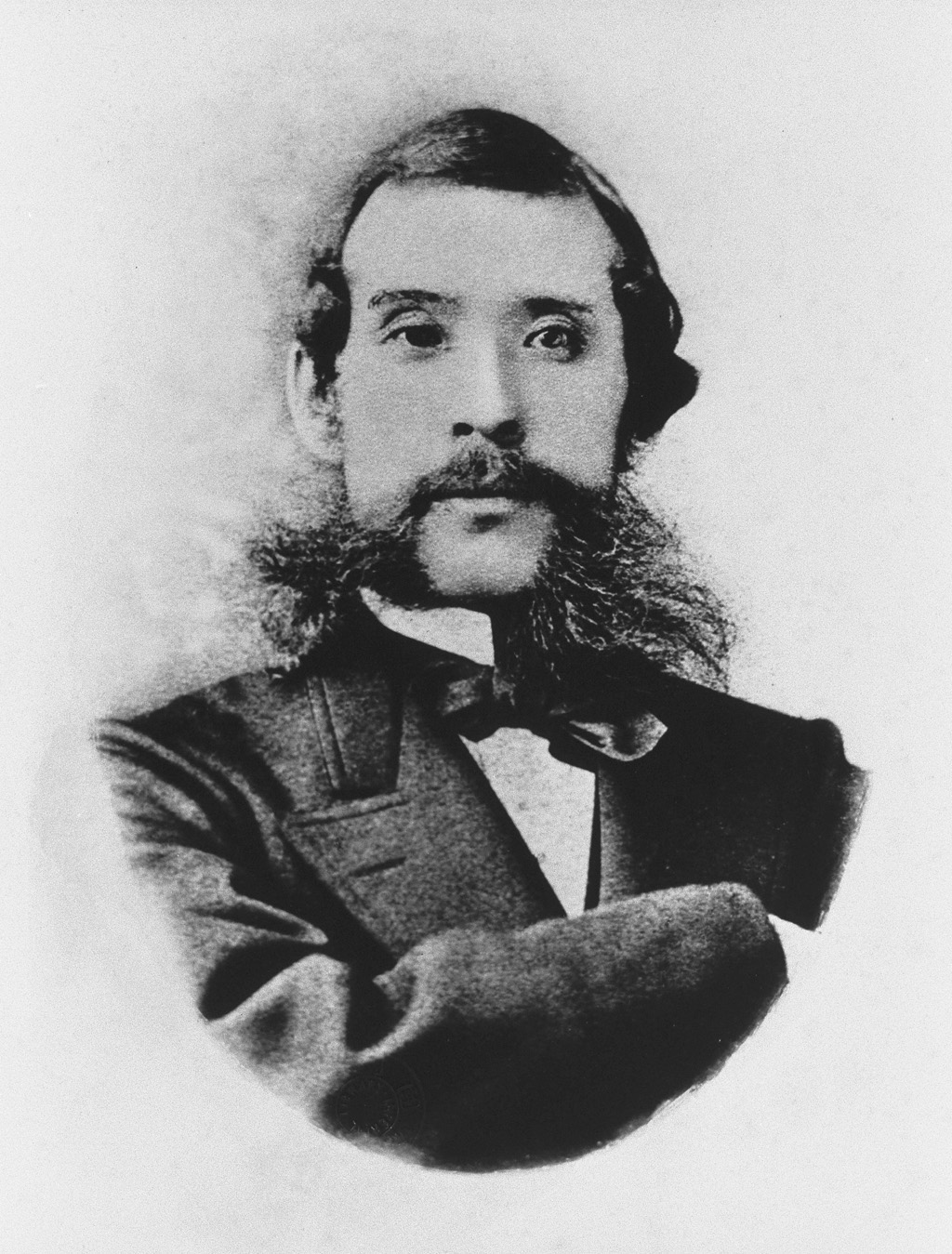
초대 내무경
오쿠보 도시미치

| 대수 | 이름                         | 임기                                | 비고      |
| ---- | ---------------------------- | ----------------------------------- | --------- |
| 초대 | 오쿠보 도시미치 (大久保利通) | 1873년 11월 29일 ~ 1874년 2월 14일  | 사쓰마 번 |
| 2대  | 기도 다카요시 (木戸孝允)     | 1874년 2월 !4일 ~ 1874년 4월 27일   | 조슈 번   |
| 3대  | 오쿠보 도시미치 (大久保利通) | 1874년 4월 27일 ~ 1874년 8월 2일    | 사쓰마 번 |
| 4대  | 이토 히로부미 (伊藤博文)     | 1874년 8월 2일 ~ 1874년 11월 28일   | 조슈 번   |
| 5대  | 오쿠보 도시미치 (大久保利通) | 1874년 11월 28일 ~ 1878년 5월 15일  | 사쓰마 번 |
| 6대  | 이토 히로부미 (伊藤博文)     | 1878년 5월 15일 ~ 1880년 2월 28일   | 조슈 번   |
| 7대  | 마쓰카타 마사요시 (松方正義) | 1880년 2월 28일 ~ 1881년 10월 21일  | 사쓰마 번 |
| 8대  | 야마다 아키요시 (山田顕義)   | 1881년 10월 21일 ~ 1883년 12월 12일 | 조슈 번   |
| 9대  | 야마가타 아리토모 (山縣有朋) | 1883년 12월 12일 ~ 1885년 12월 22일 | 조슈 번   |

## 역대 내무대신

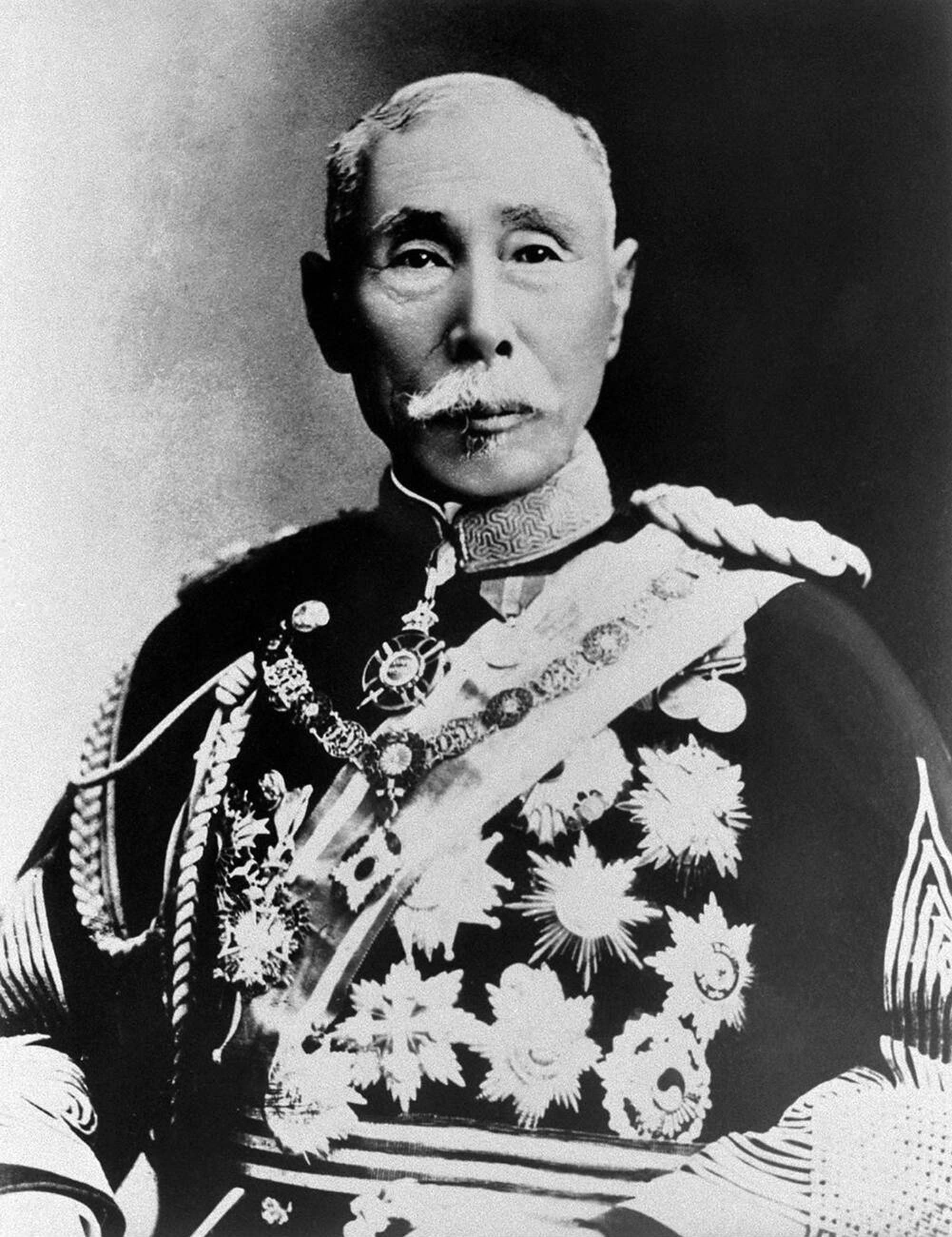
제9대 내무경에서 내무대신을 승계하여 첫 내무대신이 된
야마가타 아리토모

- 별도의 지명에 따른 재임은 "대수"로 세고, 그렇지 않은 유임은 대수로 세지 않는다.
- 임시 대리는 공석일 경우에만 기재하였으며 해외 출장 등 일시부재시의 대리는 기재하지 않았다.

| 대수        | 이름                           | 내각                  | 내각                  | 임기                               | 소속 정당         | 비고                               |
| ----------- | ------------------------------ | --------------------- | --------------------- | ---------------------------------- | ----------------- | ---------------------------------- |
| 9대         | 야마가타 아리토모 (山縣有朋)   | 제1차 이토 내각       | 제1차 이토 내각       | 1885년 12월 22일 ~ 1988년 4월 30일 |                   |                                    |
| 10대        | 야마가타 아리토모 (山縣有朋)   | 구로다 내각           | 구로다 내각           | 1988년 4월 30일 ~ 1989년 12월 24일 |                   |                                    |
| 11대        | 야마가타 아리토모 (山縣有朋)   | 제1차 야마가타 내각   | 제1차 야마가타 내각   | 1989년 12월 24일 ~ 1890년 5월 17일 |                   | 내각총리대신 겸임                  |
| 12대        | 사이고 주도 (西郷従道)         | 제1차 야마가타 내각   | 제1차 야마가타 내각   | 1890년 5월 17일 ~ 1891년 5월 6일   |                   |                                    |
| 13대        | 사이고 주도 (西郷従道)         | 제1차 마쓰카타 내각   | 제1차 마쓰카타 내각   | 1891년 5월 6일 ~ 1891년 6월 1일    |                   |                                    |
| 14대        | 시나가와 야지로 (品川弥二郎)   | 제1차 마쓰카타 내각   | 제1차 마쓰카타 내각   | 1891년 6월 1일 ~ 1892년 3월 11일   |                   |                                    |
| 15대        | 소에지마 다네오미 (副島種臣)   | 제1차 마쓰카타 내각   | 제1차 마쓰카타 내각   | 1892년 3월 11일 ~ 1892년 6월 8일   |                   |                                    |
| 16대        | 마쓰카타 마사요시 (松方正義)   | 제1차 마쓰카타 내각   | 제1차 마쓰카타 내각   | 1892년 6월 8일 ~ 1892년 7월 14일   |                   | 내각총리대신·대장대신 겸임         |
| 17대        | 고노 도가마 (河野敏鎌)         | 제1차 마쓰카타 내각   | 제1차 마쓰카타 내각   | 1892년 7월 14일 ~ 1892년 8월 8일   |                   |                                    |
| 18대        | 이노우에 가오루 (井上馨)       | 제2차 이토 내각       | 제2차 이토 내각       | 1892년 8월 8일 ~ 1894년 10월 15일  |                   |                                    |
| 19대        | 노무라 야스시 (野村靖)         | 제2차 이토 내각       | 제2차 이토 내각       | 1894년 10월 15일 ~ 1896년 2월 3일  |                   |                                    |
| 20대        | 요시카와 아키마사 (芳川顕正)   | 제2차 이토 내각       | 제2차 이토 내각       | 1896년 2월 3일 ~ 1896년 4월 14일   |                   | 사법대신 겸임                      |
| 21대        | 이타가키 다이스케 (板垣退助)   | 제2차 이토 내각       | 제2차 이토 내각       | 1896년 4월 14일 ~ 1896년 4월 14일  |                   |                                    |
| 22대        | 이타가키 다이스케 (板垣退助)   | 제2차 이토 내각       | 제2차 이토 내각       | 1896년 4월 14일 ~ 1896년 9월 20일  |                   |                                    |
| 23대        | 가바야마 스케노리 (樺山資紀)   | 제2차 마쓰카타 내각   | 제2차 마쓰카타 내각   | 1896년 9월 20일 ~ 1898년 1월 12일  |                   |                                    |
| 24대        | 요시카와 아키마사 (芳川顕正)   | 제3차 이토 내각       | 제3차 이토 내각       | 1898년 1월 12일 ~ 1898년 6월 30일  |                   |                                    |
| 25대        | 이타가키 다이스케 (板垣退助)   | 제1차 오쿠마 내각     | 제1차 오쿠마 내각     | 1898년 6월 30일 ~ 1898년 11월 8일  |                   |                                    |
| 26대        | 사이고 주도 (西郷従道)         | 제2차 야마가타 내각   | 제2차 야마가타 내각   | 1898년 11월 8일 ~ 1900년 10월 19일 |                   |                                    |
| 27대        | 스에마쓰 노리즈미 (末松謙澄)   | 제4차 이토 내각       | 제4차 이토 내각       | 1900년 10월 19일 ~ 1901년 6월 2일  |                   |                                    |
| 28대        | 우쓰미 다다카쓰 (内海忠勝)     | 제1차 가쓰라 내각     | 제1차 가쓰라 내각     | 1901년 6월 2일 ~ 1903년 7월 15일   |                   |                                    |
| 29대        | 고다마 겐타로 (児玉源太郎)     | 제1차 가쓰라 내각     | 제1차 가쓰라 내각     | 1903년 7월 15일 ~ 1903년 10월 12일 |                   | 문부대신 겸임                      |
| 30대        | 가쓰라 다로 (桂太郎)           | 제1차 가쓰라 내각     | 제1차 가쓰라 내각     | 1903년 10월 12일 ~ 1904년 2월 20일 |                   | 내각총리대신 겸임                  |
| 31대        | 요시카와 아키마사 (芳川顕正)   | 제1차 가쓰라 내각     | 제1차 가쓰라 내각     | 1904년 2월 20일 ~ 1905년 9월 16일  |                   |                                    |
| 32대        | 기요우라 게이고 (清浦奎吾)     | 제1차 가쓰라 내각     | 제1차 가쓰라 내각     | 1905년 9월 16일 ~ 1906년 1월 7일   |                   | 농상무대신 겸임                    |
| 33대        | 하라 다카시 (原敬)             | 제1차 사이온지 내각   | 제1차 사이온지 내각   | 1906년 1월 7일 ~ 1908년 7월 14일   |                   | 체신대신 겸임                      |
| 34대        | 히라타 도스케 (平田東助)       | 제2차 가쓰라 내각     | 제2차 가쓰라 내각     | 1908년 7월 14일 ~ 1911년 8월 30일  |                   |                                    |
| 35대        | 하라 다카시 (原敬)             | 제2차 사이온지 내각   | 제2차 사이온지 내각   | 1911년 8월 30일 ~ 1912년 12월 21일 |                   |                                    |
| 36대        | 오우라 가네타케 (大浦兼武)     | 제3차 가쓰라 내각     | 제3차 가쓰라 내각     | 1912년 12월 21일 ~ 1913년 2월 20일 |                   |                                    |
| 37대        | 하라 다카시 (原敬)             | 제1차 야마모토 내각   | 제1차 야마모토 내각   | 1913년 2월 20일 ~ 1914년 4월 16일  |                   |                                    |
| 38대        | 오쿠마 시게노부 (大隈重信)     | 제2차 오쿠마 내각     | 제2차 오쿠마 내각     | 1914년 4월 16일 ~ 1915년 1월 7일   |                   | 내각총리대신 겸임                  |
| 39대        | 오우라 가네타케 (大浦兼武)     | 제2차 오쿠마 내각     | 제2차 오쿠마 내각     | 1915년 1월 7일 ~ 1915년 7월 30일   |                   |                                    |
| 40대        | 오쿠마 시게노부 (大隈重信)     | 제2차 오쿠마 내각     | 제2차 오쿠마 내각     | 1915년 7월 30일 ~ 1915년 8월 10일  |                   | 내각총리대신 겸임                  |
| 41대        | 이치키 기토쿠로 (一木喜徳郎)   | 제2차 오쿠마 내각     | 제2차 오쿠마 내각     | 1915년 8월 10일 ~ 1916년 10월 9일  |                   |                                    |
| 42대        | 고토 신베이 (後藤新平)         | 데라우치 내각         | 데라우치 내각         | 1916년 10월 9일 ~ 1918년 4월 23일  |                   |                                    |
| 43대        | 미즈노 렌타로 (水野錬太郎)     | 데라우치 내각         | 데라우치 내각         | 1918년 4월 23일 ~ 1918년 9월 29일  |                   |                                    |
| 44대        | 도코나미 다케지로 (床次竹二郎) | 하라 내각             | 하라 내각             | 1918년 9월 29일 ~ 1921년 11월 13일 |                   |                                    |
| 45대        | 도코나미 다케지로 (床次竹二郎) | 다카하시 내각         | 다카하시 내각         | 1921년 11월 13일 ~ 1922년 6월 12일 |                   |                                    |
| 46대        | 미즈노 렌타로 (水野錬太郎)     | 가토 도모사부로 내각  | 가토 도모사부로 내각  | 1922년 6월 12일 ~ 1923년 9월 2일   |                   |                                    |
| 47대        | 고토 신베이 (後藤新平)         | 제2차 야마모토 내각   | 제2차 야마모토 내각   | 1923년 9월 2일 ~ 1924년 1월 7일    |                   |                                    |
| 48대        | 미즈노 렌타로 (水野錬太郎)     | 기요우라 내각         | 기요우라 내각         | 1924년 1월 7일 ~ 1924년 6월 11일   |                   |                                    |
| 49대        | 와카쓰키 레이지로 (若槻禮次郎) | 가토 다카아키 내각    | 가토 다카아키 내각    | 1924년 6월 11일 ~ 1926년 1월 30일  |                   |                                    |
| 50대        | 와카쓰키 레이지로 (若槻禮次郎) | 제1차 와카쓰키 내각   | 제1차 와카쓰키 내각   | 1926년 1월 30일 ~ 1926년 6월 30일  | 내각총리대신 겸임 |                                    |
| 51대        | 하마구치 오사치 (濱口雄幸)     | 제1차 와카쓰키 내각   | 제1차 와카쓰키 내각   | 1926년 6월 30일 ~ 1927년 4월 20일  |                   |                                    |
| 52대        | 스즈키 기사부로 (鈴木喜三郎)   | 다나카 기이치 내각    | 다나카 기이치 내각    | 1927년 4월 20일 ~ 1928년 5월 4일   |                   |                                    |
| 53대        | 다나카 기이치 (田中義一)       | 다나카 기이치 내각    | 다나카 기이치 내각    | 1928년 5월 4일 ~ 1928년 5월 23일   |                   | 내각총리대신 겸임                  |
| 54대        | 모치즈키 게이스케 (望月圭介)   | 다나카 기이치 내각    | 다나카 기이치 내각    | 1928년 5월 23일 ~ 1929년 7월 2일   |                   |                                    |
| 55대        | 아다치 겐조 (安達謙蔵)         | 하마구치 내각         | 하마구치 내각         | 1929년 7월 2일 ~ 1931년 4월 14일   |                   |                                    |
| 56대        | 아다치 겐조 (安達謙蔵)         | 제2차 와카쓰키 내각   | 제2차 와카쓰키 내각   | 1931년 4월 14일 ~ 1931년 12월 13일 |                   |                                    |
| 57대        | 나카하시 도쿠고로 (中橋徳五郎) | 이누카이 내각         | 이누카이 내각         | 1931년 12월 13일 ~ 1932년 3월 16일 |                   |                                    |
| 58대        | 이누카이 쓰요시 (犬養毅)       | 이누카이 내각         | 이누카이 내각         | 1932년 3월 16일 ~ 1932년 3월 25일  |                   | 내각총리대신 겸임                  |
| 59대        | 스즈키 기사부로 (鈴木喜三郎)   | 이누카이 내각         | 이누카이 내각         | 1932년 3월 25일 ~ 1932년 5월 26일  |                   |                                    |
| 60대        | 야마모토 다쓰오 (山本達雄)     | 사이토 내각           | 사이토 내각           | 1932년 5월 26일 ~ 1934년 7월 8일   |                   |                                    |
| 61대        | 고토 후미오 (後藤文夫)         | 오카다 내각           | 오카다 내각           | 1934년 7월 8일 ~ 1936년 3월 9일    |                   |                                    |
| 62대        | 우시오 시게노스케 (潮恵之輔)   | 히로타 내각           | 히로타 내각           | 1936년 3월 9일 ~ 1937년 2월 2일    |                   | 문부대신 겸임                      |
| 63대        | 가와라다 가키치 (河原田稼吉)   | 하야시 내각           | 하야시 내각           | 1937년 2월 2일 ~ 1937년 6월 4일    |                   |                                    |
| 64대        | 바바 에이이치 (馬場鍈一)       | 제1차 고노에 내각     | 제1차 고노에 내각     | 1937년 6월 4일 ~ 1937년 12월 14일  |                   |                                    |
| 65대        | 스에쓰구 노부마사 (末次信正)   | 제1차 고노에 내각     | 제1차 고노에 내각     | 1937년 12월 14일 ~ 1939년 1월 5일  |                   |                                    |
| 66대        | 기도 고이치 (木戸幸一)         | 히라누마 내각         | 히라누마 내각         | 1939년 1월 5일 ~ 1939년 8월 30일   |                   |                                    |
| 67대        | 오하라 나오시 (小原直)         | 아베 노부유키 내각    | 아베 노부유키 내각    | 1939년 8월 30일 ~ 1940년 1월 15일  |                   | 후생대신 겸임                      |
| 68대        | 고다마 히데오 (兒玉秀雄)       | 요나이 내각           | 요나이 내각           | 1940년 1월 15일 ~ 1940년 7월 22일  |                   |                                    |
| 69대        | 야스이 에이지 (安井英二)       | 제2차 고노에 내각     | 제2차 고노에 내각     | 1940년 7월 22일 ~ 1940년 12월 21일 |                   |                                    |
| 70대        | 히라누마 기이치로 (平沼騏一郎) | 제2차 고노에 내각     | 제2차 고노에 내각     | 1940년 12월 21일 ~ 1941년 7월 18일 |                   |                                    |
| 71대        | 다나베 하루미치 (田辺治通)     | 제3차 고노에 내각     | 제3차 고노에 내각     | 1941년 7월 18일 ~ 1941년 10월 18일 |                   |                                    |
| 72대        | 도조 히데키 (東條英機)         | 도조 내각             | 도조 내각             | 1941년 10월 18일 ~ 1942년 2월 17일 |                   | 내각총리대신·육군대신 겸임         |
| 73대        | 유자와 미치오 (湯沢三千男)     | 도조 내각             | 도조 내각             | 1942년 2월 17일 ~ 1943년 4월 20일  |                   |                                    |
| 74대        | 안도 기사부로 (安藤紀三郎)     | 도조 내각             | 도조 내각             | 1943년 4월 20일 ~ 1944년 7월 22일  |                   |                                    |
| 75대        | 오다치 시게오 (大達茂雄)       | 고이소 내각           | 고이소 내각           | 1944년 7월 22일 ~ 1945년 4월 7일   |                   |                                    |
| 76대        | 아베 겐키 (安倍源基)           | 스즈키 간타로 내각    | 스즈키 간타로 내각    | 1945년 4월 7일 ~ 1945년 8월 17일   |                   |                                    |
| 77대        | 야마자키 이와오 (山崎巌)       | 히가시쿠니노미야 내각 | 히가시쿠니노미야 내각 | 1945년 8월 17일 ~ 1945년 10월 9일  |                   |                                    |
| 78대        | 호리키리 젠지로 (堀切善次郎)   | 시데하라 내각         | 시데하라 내각         | 1945년 10월 9일 ~ 1946년 1월 13일  |                   |                                    |
| 79대        | 미쓰치 주조 (三土忠造)         | 시데하라 내각         | 시데하라 내각         | 1946년 1월 13일 ~ 1946년 4월 22일  |                   |                                    |
| 80대        | 오무라 세이치 (大村清一)       | 가타야마 내각         | 가타야마 내각         | 1946년 4월 22일 ~ 1947년 1월 31일  |                   |                                    |
| 81대        | 우에하라 에쓰지로 (植原悦二郎) | 가타야마 내각         | 가타야마 내각         | 1947년 1월 31일 ~ 1947년 5월 24일  |                   |                                    |
| 임시 겸임   | 가타야마 테쓰 (片山哲)         | 가타야마 내각         | 가타야마 내각         | 1947년 5월 24일 ~ 1947년 6월 1일   |                   | 내각총리대신으로서 내무대신직 겸임 |
| 82대        | 기무라 고자에몬 (木村小左衛門) | 가타야마 내각         | 가타야마 내각         | 1947년 6월 1일 ~ 1947년 12월 31일  |                   | (내무대신 직책 폐지)               |
| 내사국 장관 | 하야시 게이조                  | 가타야마 내각         | 가타야마 내각         | 1948년 1월 1일 ~ 1948년 3월 7일    |                   | (내사국 장관 직책 폐지)            |

## 같이 보기
- 내무성
- 국무대신
- 일본 총무성